# Deutsche Werft
Deutsche Werft var ett varv i Hamburg som fusionerades med Howaldtswerke i Kiel 1968 och bildade Howaldtswerke-Deutsche Werft.